# 2,4,N-三硝基苯氨基乙酸铜
2,4,N-三硝基苯氨基乙酸铜是一种化合物，化学式为Cu(C8H5N4O8)2。热分解产物含氧化铜。

## 制备
2,4,N-三硝基苯氨基乙酸铜可由2,4,N-三硝基苯氨基乙酸钠和硝酸铜反应得到。